# Uhrîniv, Horohiv
Uhrîniv (în ucraineană Угринів) este localitatea de reședință a comunei Uhrîniv din raionul Horohiv, regiunea Volînia, Ucraina.

## Demografie
Componența lingvistică a localității Uhrîniv
     Ucraineană (99,59%)
     Alte limbi (0,41%)
Conform recensământului din 2001, majoritatea populației localității Uhrîniv era vorbitoare de ucraineană (99,59%), existând în minoritate și vorbitori de alte limbi.